# Vaccinium corymbosum
El arándano, arándano azul, o mora azul (especialmente en México) (Vaccinium corymbosum) es una planta del género Vaccinium, que también incluye muchos arbustos silvestres productores de bayas comestibles redondas y con vértices brillantes.

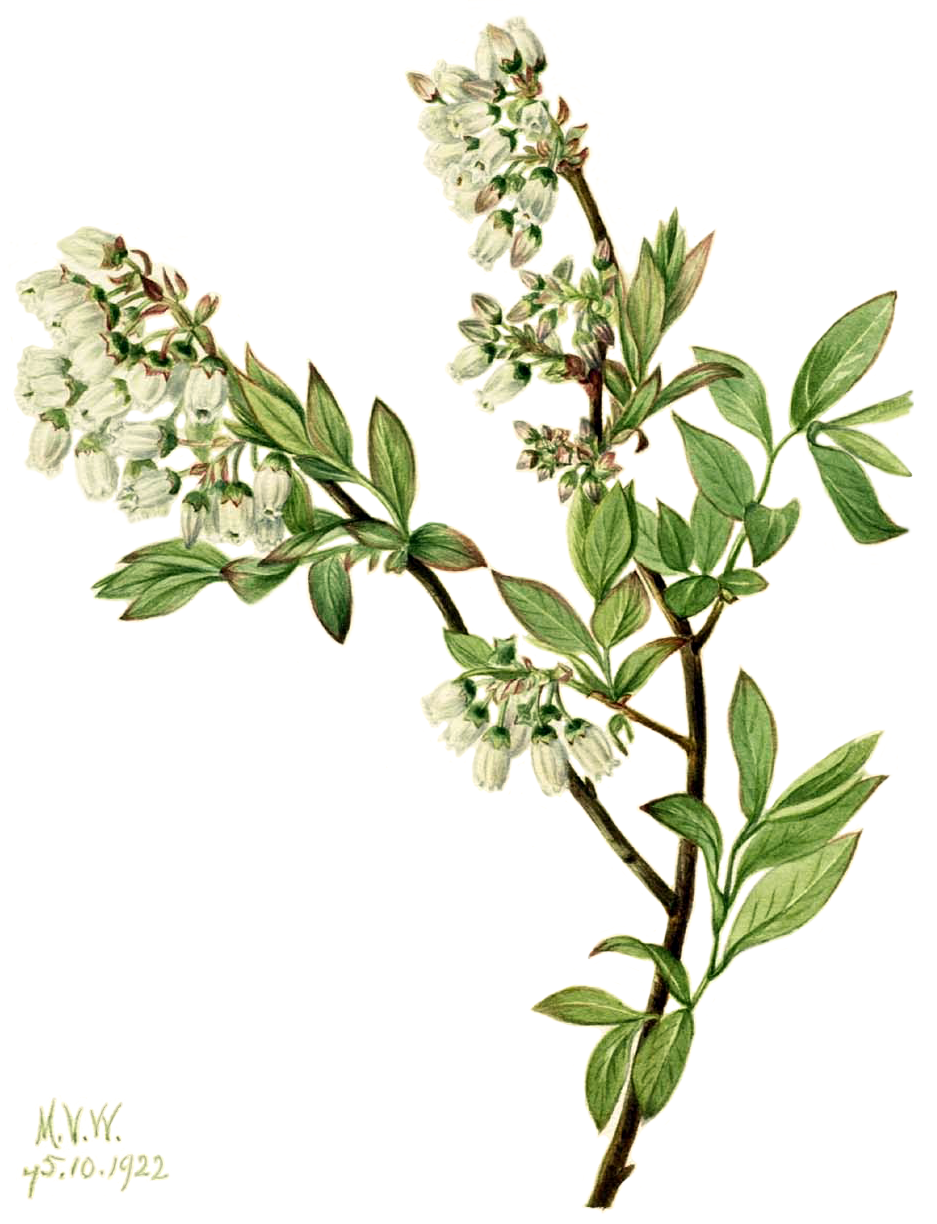
Ilustración

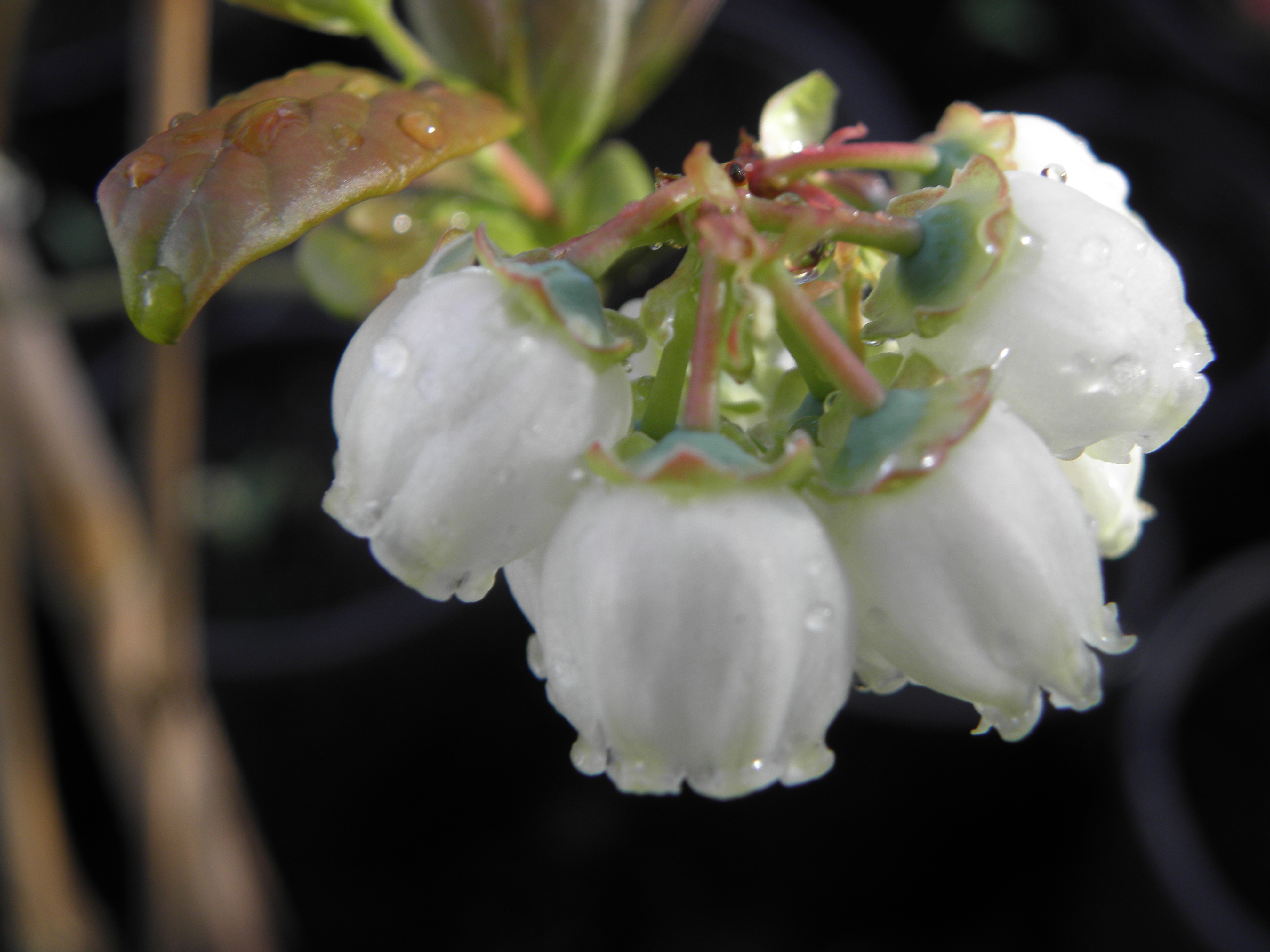
Detalle de las flores

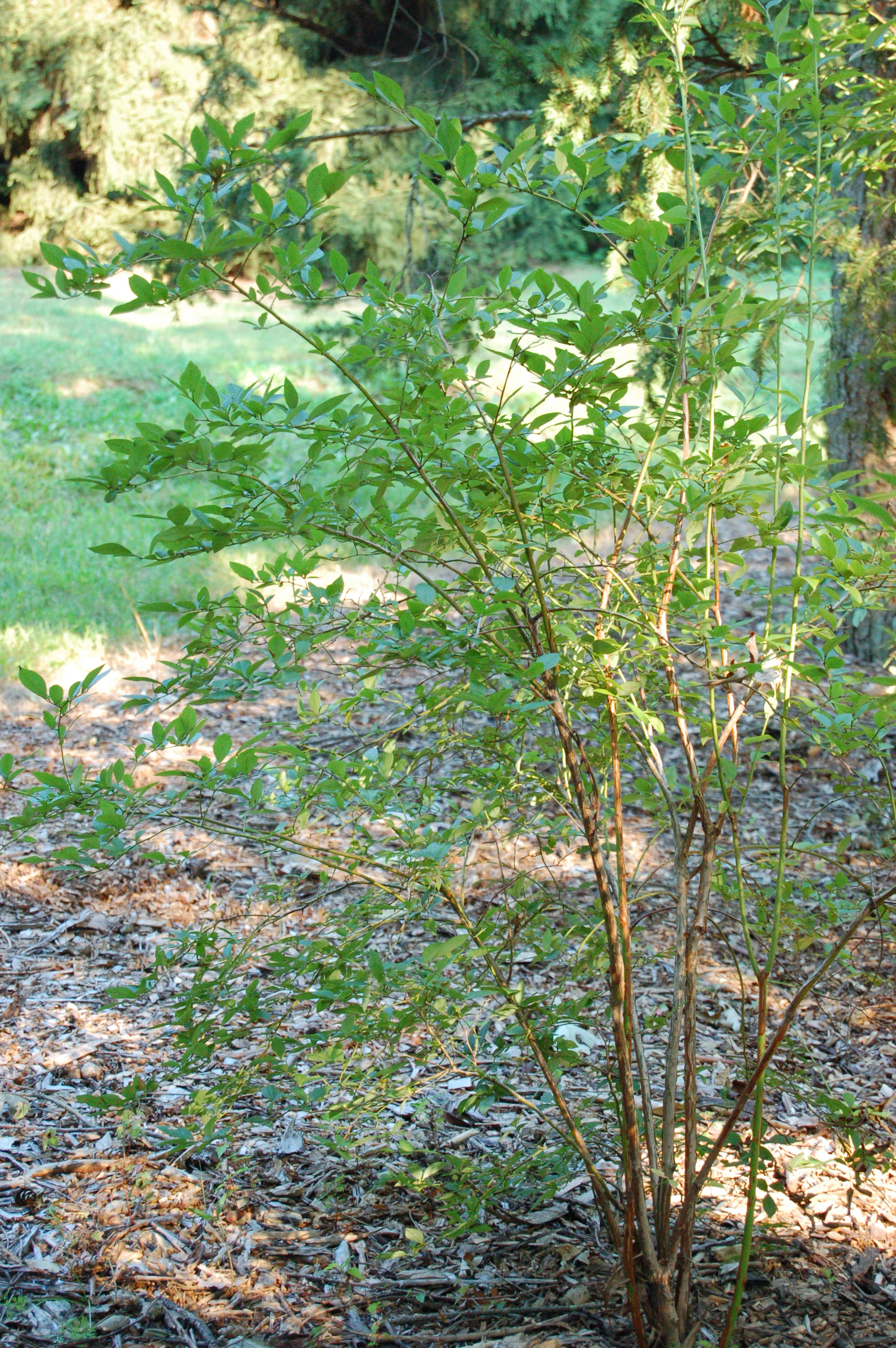
Vista de la planta

Los frutos, que nacen en racimos, son blancos al principio y a medida que van madurando se tornan rojizo-purpúreos para convertirse en azules cuando están completamente maduros. Por su dulce sabor se utilizan para elaborar jaleas, mermeladas, vinos, pasteles y diversos platos dulces.
Esta especie es originaria de Estados Unidos,  país que es también el mayor productor de arándanos en el mundo. Sin embargo, a lo largo del siglo XXI se han ampliado las zonas de producción, especialmente en el Hemisferio Sur. 
Los frutos de las plantas silvestres, más pequeños y caros que los de las cultivadas, son apreciados por su sabor y color intenso.

## Generalidades
El fruto del arándano es una baya pequeña, de color azul. De ahí la denominación blueberry, en inglés, aunque tanto para el arándano azul como para el rojo la denominación genérica en ese idioma es huckleberry.[cita requerida]
El arándano es un frutal de aspecto arbustivo, perteneciente a la familia botánica de las ericáceas, dentro de la cual se encuentran también importantes especies ornamentales, como las azaleas y los rododendros.[cita requerida]
Existen distintas especies de arándanos. La mayor extensión cubierta por este frutal corresponde al arándano bajo, que crece silvestre en regiones frías de Norteamérica, de donde es originario. El arándano alto y el arándano ojo de conejo se cultivan comercialmente.[cita requerida]
El arándano silvestre posee un sabor y textura superiores, a pesar de ser de menor tamaño que los que se ofrecen comercialmente.[cita requerida]

## Generalidades de la planta
Las raíces de los arándanos tienen un aspecto fibroso y se distribuyen superficialmente, lo que las vuelve dependientes de una provisión constante de humedad. En condiciones naturales, las raíces están asociadas con hongos micorrizas específicos, con los cuales mantienen una relación de mutuo beneficio (simbiótica).
Entre las raíces y la parte aérea se encuentra la corona, que tiene la capacidad de emitir brotes.
La altura del arándano bajo no supera el medio (½) metro. En cambio, el arándano alto en condiciones de cultivo puede alcanzar alturas de hasta 2,5 m. El arándano ojo de conejo crecería aún más, pero es contenido mediante la poda.
Las yemas vegetativas, de las cuales se originan las hojas, y las yemas fructíferas, que producen las flores, se distribuyen en forma separada a lo largo de las ramas, a diferencia de otros frutales.
Las hojas son simples, de forma ovada a lanceolada, y caducas, es decir, las hojas se pierden durante el receso invernal, adquiriendo una tonalidad rojiza en el otoño.
Especie monoica, cuyas flores poseen corola blanca o rosada, reuniéndose en racimos.
El fruto es una baya casi esférica, que dependiendo de la especie y cultivar, puede variar en tamaño de 0,7 a 1,5 cm de diámetro, y en color desde azul claro hasta negro. La epidermis del fruto está cubierta por secreciones cerosas, que le dan una terminación muy atractiva, como en el caso de las ciruelas.

## Variedades
De las 30 especies que constituyen el género Vaccinium, solo un pequeño grupo de ellas tienen importancia comercial.
Dentro del género Vaccinium, las especies más conocidas y sus variedades son las siguientes, agrupadas en los siguientes grupos según sus características de crecimiento y requerimientos agroclimáticos:
- Arbusto norteño o northern highbush (Vaccinium corymbosum septentrionalis).
- Arbusto sureño o southern highbush (Vaccinium corymbosum meridionalis trátase de un híbrido).
- Ojo de conejo o rabbiteye (Vaccinium ashei).
- Arbusto bajo o lowbush (Vaccinium angustifolium).
- Medio alto o half-highs (Vangustifolium X Vcorymbosum).
- Arándano siempreverde o evergreen huckleberry (Vaccinium ovatum).
- Arándano azul montano o mountain blueberry (Vaccinium membranaceum).
- Agraz o mortiño (Vaccinium meridionale Sw.), arbusto silvestre de áreas frías norandinas de Perú, Ecuador, Colombia y Venezuela.

## Taxonomía
Vaccinium corymbosum fue descrita por Carlos Linneo y publicado en Species Plantarum 1: 350. 1753.
Etimología
Ver:  Vaccinium
corymbosum: epíteto latíno que significa "con corimbos".
Sinonimia
- Cyanococcus corymbosus (L.) Rydb.

var. albiflorum (Hook.) Fernald
- Vaccinium albiflorum Hook.	[6]

## Nutrición
Los arándanos ofrecen importantes beneficios para la salud, al contar con menos de 80 calorías por taza, elevados niveles de antioxidantes y de vitamina C. Una porción del orden de 14 mg contiene casi el 25 % de las necesidades diarias de esta vitamina. También son una buena fuente de fibra y una excelente fuente de manganeso. Según el Departamento de Agricultura de los Estados Unidos (USDA), los arándanos son algunos de los alimentos con mayor actividad de antioxidantes por porción.

## Producción
La producción de arándano a nivel industrial se concentra en América del Norte, en la que destaca la variedad northern highbush blueberry (V. Corymbosum). Existen variantes de Vaccinium adaptadas a climas más sureños. Y las variedades "silvestres" de arándano (V. angustifolium), de un menor tamaño que las variedades norteñas, suelen tener un color más intenso.[cita requerida] En años recientes China ha superado a Estados Unidos con una producción cercana a 386.000 toneladas métricas en 2023.
Las zonas de cultivo están distribuidas entre Estados Unidos y Canadá, en los estados y/o provincias de Columbia Británica, Maryland, Oregón (zona oeste), Míchigan, Nueva Jersey, Carolina del Norte y Washington. Y las variedades modificadas se cultivan en California.[cita requerida]

### Estados Unidos
En el 2018, Oregón tuvo el mayor cultivo de arándanos azules, con un récord de 59 millones de kilogramos, una cantidad ligeramente superior a la cultivada en el estado de Washington. En orden descendente de volumen de producción para 2017, otros productores importantes fueron Georgia, Míchigan, Nueva Jersey, California y Carolina del Norte.[cita requerida]

### Canadá
La producción canadiense de arándanos silvestres y cultivados en 2015 fue de 166 000 toneladas valoradas en 262 millones de dólares, la mayor cosecha de frutas producida a nivel nacional, que representa el 29 % del valor total de la fruta.[cita requerida]
Columbia Británica fue el mayor productor canadiense de arándanos cultivados, con 70 000 toneladas en 2015, la mayor producción mundial de arándanos por región.[cita requerida]
El Atlántico de Canadá aporta aproximadamente la mitad de la producción anual total de especies silvestres / arbustos bajos de América del Norte, y Nuevo Brunswick es la más grande en 2015, cantidad que se expandió en 2016. Nueva Escocia, la Isla del Príncipe Eduardo y Quebec también son productores importantes. Nueva Escocia reconoce al arándano silvestre como su baya provincial oficial, y la ciudad de Oxford, Nueva Escocia, es conocida como la capital canadiense del arándano silvestre.[cita requerida]

### Europa
Los arándanos Highbush se introdujeron por primera vez en Alemania, Suecia y los Países Bajos en la década de 1930, y desde entonces se han extendido a muchos otros países de Europa.[cita requerida]

### Hemisferio Sur
El 1.er exportador mundial de este fruto es Perú  , también países como Chile, Colombia, Argentina, Uruguay, Nueva Zelanda, Australia, Sudáfrica y Zimbabue tienen cultivos comerciales de arándanos.
Los arándanos se introdujeron en Australia en la década de 1950. Si bien en un primer intento no tuvo éxito, la producción despegó en la década de 1970.